# Olümpiai játékok

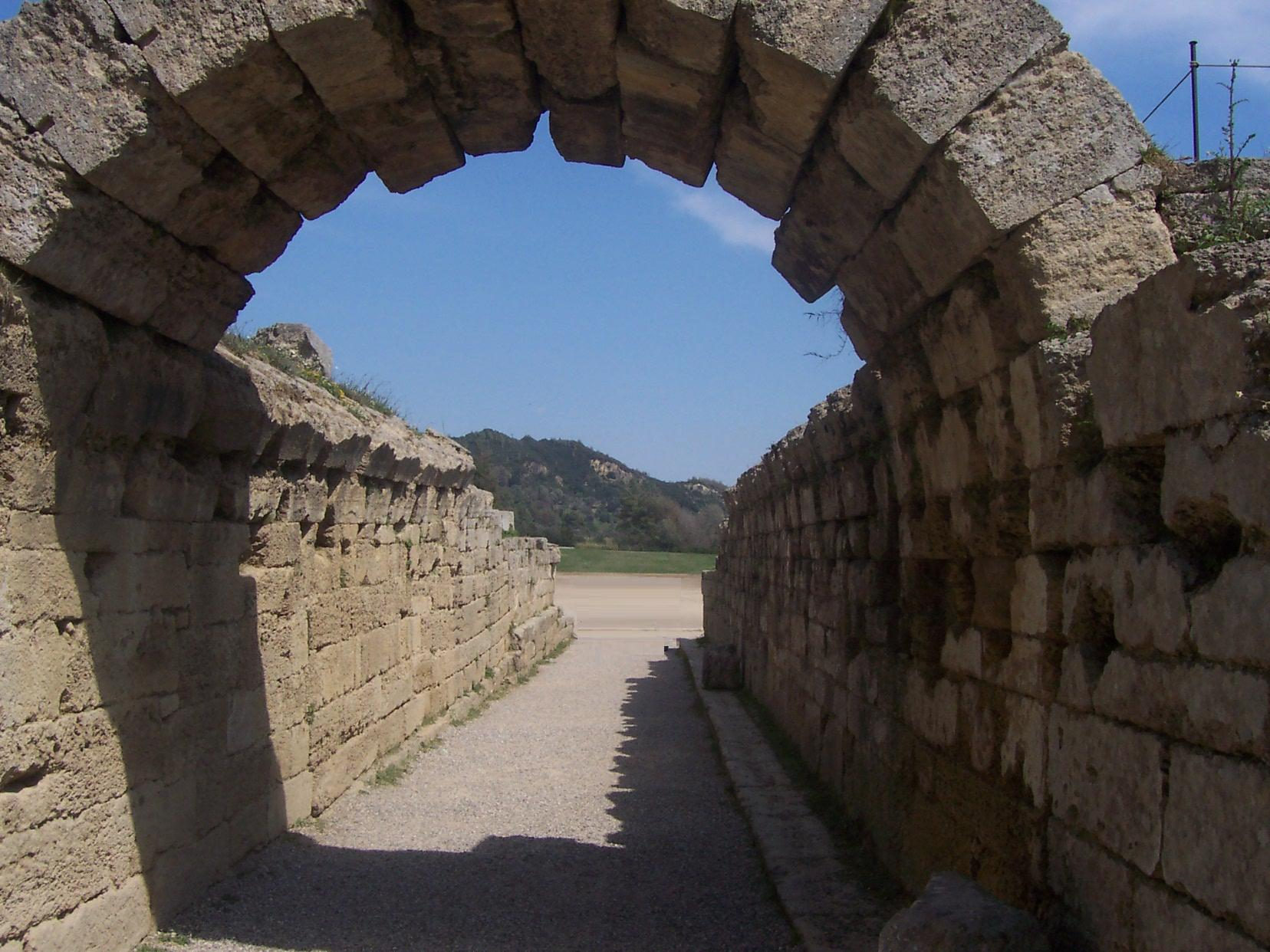
Bejárat az Olümpiai stadionba

Az olümpiai játékok (görög betűkkel τὰ Ὀλύμπια) rendszeresen ismétlődő atlétikai és vallási rendezvénysorozat volt az ókori Görögországban Zeusz tiszteletére az éliszi Olümpiában. A történeti források szerint a játékokat i. e. 776 és i. sz. 393 között négyévente tartották, összesen 292-t. A játékok kiemelt kulturális jelentőségét mutatja, hogy az ókori görögök az első olimpia évét tekintették időszámításuk kezdetének.
Az olümpiai játékok a 4 eseményből álló pánhellén játékok részét képezték, amelyeket 2-4 évente rendeztek meg, és amelyek közül az olümpiai játékok voltak a legfontosabbak, a legnagyobb presztízsűek.

## Eredete
Az ókori olimpiai játékok történelmi eredete a múlt ködébe vész, de számos legenda és mítosz foglalkozik vele. Az egyik Pelopszról, Olümpia királyáról, Peloponnészosz névadó hőséről szól, akinek felajánlásokat tettek a játékok során. A keresztény Alexandriai Kelemen állítása szerint az olümpiai játékok Pelopsz temetési játékai. A mítosz elmondja, hogyan győzte le Pelopsz Oinomaosz királyt, és nyerte el lánya, Hippodameia kezét Poszeidón segítségével, akinek ő, Pelopsz, korábban a fiúszeretője volt. A mítosz kapcsolódik az Atreusz házának (Atreidák) későbbi bukásához és Oidipusz szenvedéseihez.
Egy másik mítosz Héraklészről szól, aki egy versenyt nyert Olümpiában és elrendelte, hogy a versenyt négyévente meg kell ismételni. Apollodórosz szerint Augeiasz éliszi király legyőzésének emlékére rendezett Héraklész játékokat, mivel a molionidákat az iszthmoszi játékokra menet sikerült meggyilkolnia. Egy másik Héraklészhez és testvéreihez, a daktüloszokhoz is kötődik egy monda az olümpiai játékok alapításáról.
Ismét egy másik szerint Zeusz állította fel a játékokat, miután legyőzte Kronoszt. Megint másik Iphitosz éliszi királyról szól, aki megkérdezte a Püthiát – a delphoi jósdát – az i. e. 9. században, hogyan menthetné meg népét a háborútól. A jósnő az istenek tiszteletére játékok rendezését tanácsolta. Iphitosz Spártai ellensége ezután a játékok idejére beszüntette a háborút. A játékokat az Olümposz hegye után – amin a görög istenek lakoznak –, nevezték olümpiainak.
Bármi is az eredet, a játékok a két legfontosabb antik görögországi rituálé közé számítottak az eleusziszi misztériumokkal együtt.

## Lefolyása
Az első játékokon kizárólag stadionfutás (sztadion vagy dromosz) volt Pauszaniasz Periégétész és Sztrabón szerint, aminek hossza 182,88-192,27 méter volt (Héraklész lábméretének négyszázszorosa). A modern stadion szó ebből a hosszmértékből ered. Az olümpiai játékok voltak az elsők, ahol a hagyomány szerint bevezették az atlétikus meztelenséget – innen terjedt át a gümnaszionokra is –, egyesek szerint a spártaiak voltak az úttörők, mások szerint a megarai Orszipposz i. e. 720-ban. Orszipposz vagy elvesztette, vagy eldobta ágyékkötőjét a verseny közben és megnyerte a számot. A küzdősportokban a meztelenség („talpig mezítláb”) egyébként is hagyományos volt, hogy az ellenfél megragadását megnehezítsék.
Az olimpiáról minden hellénnek hírt kellett kapnia, hogy biztosan oda érjenek. A játékok előtt kilenc hónapig minden résztvevőnek edzenie kellett hazájában, 30 napig pedig Olümpiában. Már i. e. 1000 körül rendeztek játékokat, de i. e. 776-ból ismert az első lejegyzett eredmény, ezért ezt tartjuk az ókori olimpiák és a görög időszámítás kezdetének. Kezdetben a verseny egy napig tartott és egy versenyszámot rendeztek, a stadionfutást. I. e. 724-ben, a 14. játékokon megrendezték az első kettős stadionfutást (diaulosz, 365,76-384,54 méter, összevethető a mai 400 méteres síkfutással). Már a következő, 15. játékokon, i. e. 720-ban a hosszútávfutást (dolikhosz, ennek távja változó, először talán hét stadion volt) is felvették a versenyek közé. Ezek tehát valamennyien futószámok és egyelőre nem sok közük volt a görög sportélet teljességéhez, ahol mindenféle versenytípus jelen volt már a küzdősportoktól a lovas játékokig.
I. e. 708-ban, a 18. olümpiai játékokon csatlakozott a programhoz az öttusa (pentathlon), ami stadionfutásból, távolugrásból, diszkoszvetésből, gerelyhajításból és birkózásból állt. Aki három versenyszámot megnyert, az automatikusan megnyerte a versenyt. A versenyprogram utolsó két számát nem is rendezték meg, ha már volt hármas győztes (ez nem azonos a triasztésszel), mivel a győztes már megvolt és a görögök sosem voltak másra kíváncsiak, csak a győztesre. Nem ismerték a második és harmadik helyezett díjazását.
I. e. 688-ban ezeket követte az ökölvívás (pügmé), ekkor lett két napossá a rendezvény. I. e. 680-ban a négyesfogat-hajtás (tethrippón). Ehhez a stadion mellett hippodromot is építettek. Harminckét évnek kellett eltelnie, mire a 33. játékokon a lovasversenyt is bevezették (hipposzkelétikón, amit tethripponnal, négylovas szekérrel futottak). Ugyanekkor szerepelt először a pankráció, ami az ökölvívás és a birkózás nem éppen veszélytelen keveréke. I. e. 520-tól, utolsóként a legősibb sportágat, a fegyveres futást (hoplitodromosz) is felvették a versenyszámok közé.
Ekkorra már öt napig tartott a rendezvény.
1. nap: eskütétel, istentisztelet a Zeusz-szobor előtt
2. nap: kocsiversenyek, ahol nem a hajtóé volt a diadal, hanem a lovak tulajdonosáé, ezt követte a pentathlon
3. nap: szertartások, felvonulás és áldozat a Zeusz-szobor előtt, 12-18 éves fiúk versenye birkózásban, ökölvívásban és stadionfutásban
4. nap: a hagyományos futószámok; stadionfutás, kettős stadionfutás, hosszútávfutás (ekkor már 24 stadion hosszban, ~3615 méter), küzdősportok (ökölvívás, birkózás, pankráció), kettős stadionnyi fegyveres futás
5. nap: záróünnepség; istentisztelet, lakoma
I. e. 724 óta a győztesek a szent olajfáról aranykéssel levágott olajágból font koszorút kaptak, életnagyságú szobrot készítettek róluk és teljes ellátásban részesültek városállamukban. Csak egyéni versenyszámokat tartottak, a csapatverseny ismeretlen volt számukra. Az utolsó feljegyzett ókori olimpia 261-ben volt, de még száz év múlva is tudunk versenyekről ezen a helyen.
Sokan próbálták ellenőrzésük alá vonni a szenthelyet, és így a játékokat, a presztízs és politikai előnyök kedvéért. Pauszaniasz szerint i. e. 668-ban Pisza az argoszi Pheidónt küldte, hogy elfoglalja a szenthelyet az élisziektől, s így abban az évben ő személyesen ellenőrizte a játékokat. A következő évben azután Élisz visszaszerezte az ellenőrzést.
Xenophón i. e. 364-ben kortársként örökítette meg az élisziek támadását a pentathlon, a játékok zárószáma idején, amikor éppen megint a piszaiak voltak az ellenőrzők. Az élisziek a védőket majdnem az oltárig nyomták vissza, mikor vissza kellett vonulniuk, mert a portikuszból tüzes lövedékeket lőttek rájuk. Éjjel a védő árkádiaiak palánkot építettek, s reggel a védelem erősségét látva az élisziek visszavonultak.
Az Élisz-Pisza konfliktussal kapcsolatos az első női játékok, a Héraia születése, ami az olümpiai stadionban tartottak. Eredetileg csak futóversenyből állt. Egyes források – mint Pauszaniasz könyve (Görögország leírása) – szerint Hippodameia gyűjtötte össze a tizenhat nőt, és tette meg őket a Héraia felügyelőivé hálául Pelopsszal kötött házasságáért. Mások szerint a tizenhat nő békeközvetítő volt Pisza és Élisz között és politikai rátermettségük okán lettek a Héraia felügyelői.
I. e. 12-ben Nagy Heródes anyagilag támogatta az olümpiai játékokat, hogy segítse a jövőbeli fennmaradását.
Végül a játékokat vagy I. Theodosius tiltotta be 393-ban, vagy unokája, II. Theodosius 435-ben, azon kampányuk részeként, amivel a kereszténységet a birodalom államvallásává kívánták tenni. Az olümpiai helyszín fennmaradt egészen addig, amíg a 6. században egy földrengés romba nem döntötte.

## Versenyszámok
A modern olimpiáktól eltérően csak görög származású férfiak vehettek részt az olümpiai játékokon. Bizonyos értelemben nemzetközi játékokról volt szó úgy, hogy a nagyszámú görög "városállamból", poliszból vehettek rajta részt az atléták, beleértve a görög gyarmatokat (apoikia) is, amelyek szintén önálló államok voltak. Így voltak résztvevők a Földközi-tenger és a Fekete-tenger távoli partjairól is.
A részvételhez kvalifikálnia kellett magát, és nevének szerepelnie kellett a listákon. Úgy tűnik, hogy csak fiatalok vehettek részt, mert Plutarkhosz elmondása szerint egy fiatal embert egyszer elutasítottak, mert túl érettnek nézett ki, és miután fiúszeretője a spártai királyhoz fordult, tanúskodva fiatalságáról, vehetett csak részt a játékokon. A részvétel előtt minden résztvevőnek esküt kellett tennie Zeusz szobra előtt, hogy 10 hónapja edzésben van.

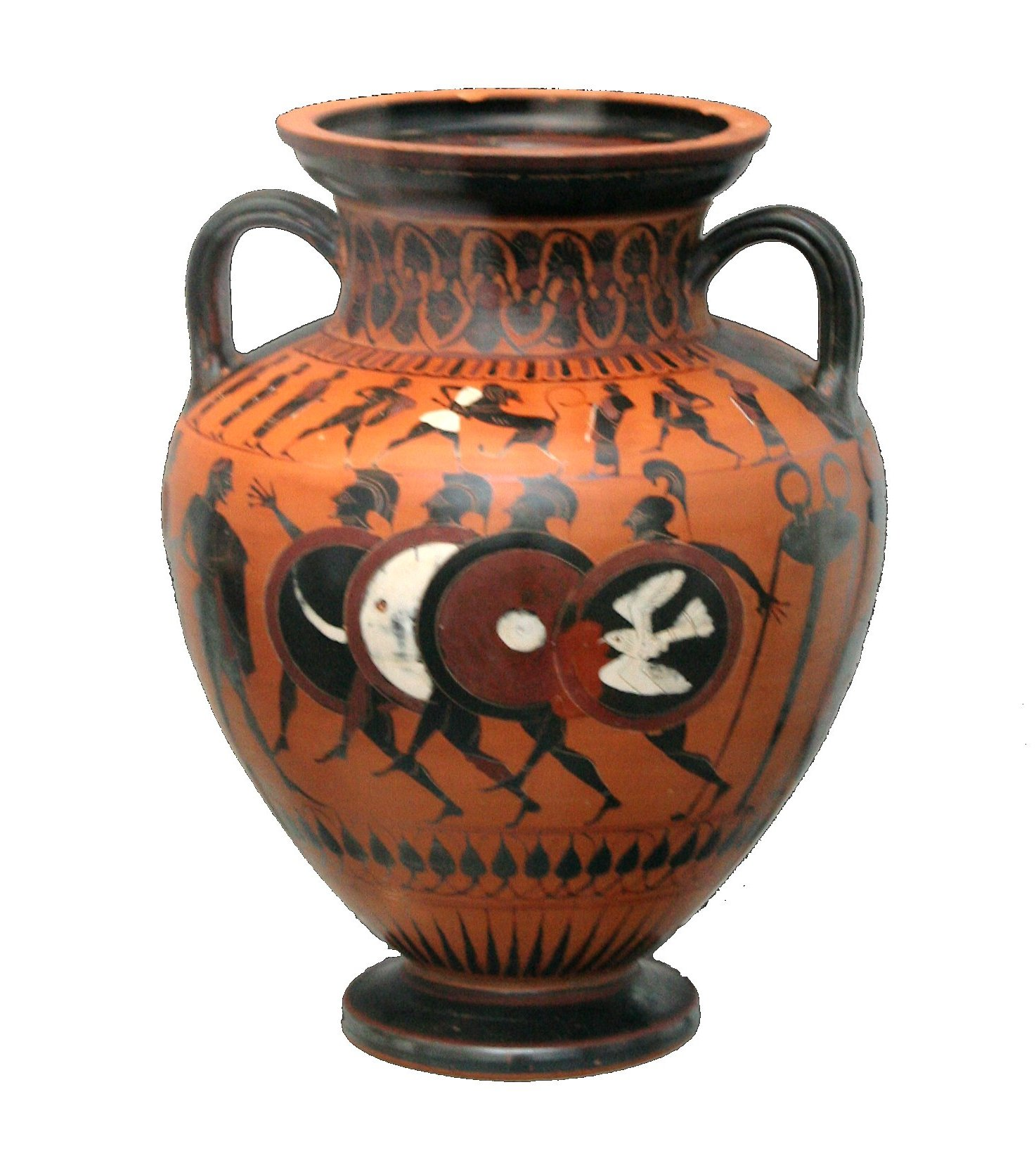
Hoplitodromosz

Az évek során több versenyszámot hozzáadtak a műsorhoz: ökölvívás (pügmé/pügmakhia), birkózás (palé), pankráció (szabályozott, de kötetlen harc), kocsiverseny, számos futószám (diaulosz, hippiosz, dolikhosz, hoplitodromosz) és a pentatlon (birkózás, stadionfutás, távolugrás, gerelyhajítás, diszkoszvetés – az utóbbi három nem volt önállóan versenyszám).
Az ökölvívás az évszázadok során egyre brutálisabb lett. Kezdetben puha bőrbe csavarták az ujjaikat, de végül fémmel nehezített nehéz bőrt használtak. A kocsiversenyen nem a hajtót, hanem a tulajdonost tekintették a versenyzőnek. Az új számok hozzáadása miatt a fesztivál 1 naposról 5 naposra nőtt, amiből 3-at használtak a versenyek lebonyolítására, a maradék 2 nap pedig a vallási rituáléké volt. Az utolsó napon bankettet tartottak, ahol a versenyzők mellett 100 ökör is részt vett, akiket az első napon Zeusznak  áldoztak fel.
Egy versenyszám győztese olajágkoszorút kapott és egész Görögországban nagy tiszteletben részesült, különösen szülővárosában, ahol gyakran nagyobb pénzajándékot kapott – Athénban 500 drachmát, egy kisebb vagyont. A szobrászok szobrot készítettek róluk, a költők megénekelték őket.
Gyakran mondják, hogy a háborút felfüggesztették a játékok alatt, de mások szerint ez nem igaz, viszont az atléták, akik gyakran katonák voltak, otthagyhatták a hadsereget a játékok idejére, és szabad útjukat garantálták az ellenséges területen keresztül is.
Csak férfiak vehettek részt a versenyeken, illetve egy módja volt a női részvételnek, ló- és kocsitulajdonosként. i. e. 396-ban és i. e. 392-ben is Küniszka spártai hercegnő nyerte a négylovas versenyt. Az atléták általában meztelenül versenyeztek, erre nemcsak az időjárás volt alkalmas, hanem a fesztivál részben az emberi test teljesítményének ünnepe is volt. A versenyzők alkalomadtán olívaolajat is használtak, amivel a testüket bekenték, nemcsak azért, hogy a bőrük sima és csúszós, hanem hogy vonzó is legyen.
Más forrás szerint nők részévételének tiltása a közönségre is vonatkozott. A hagyomány szerint egyetlen egyszer egy bizonyos Kallipateire nevű asszonynak sikerült kijátszania a tilalmat és az őrök éberségét. Férfinak öltözve az edzők között rejtőzött el. Ám amikor a fia győzött, akkor magáról megfeledkezve a kerítésen akart átugrani és a fiához rohanni, de a ruhája fennakadt és így a nézősereg előtt lelepleződött. Életét azonban megkímélték, mivel nemcsak a fia, hanem az apja és fivérei is olimpiai győztesek voltak.